# Rappasvärri
Rappasvärri är en kulle i Finland.   Den ligger i den ekonomiska regionen Norra Lappland och landskapet Lappland, i den norra delen av landet, 1 000 km norr om huvudstaden Helsingfors. Toppen på Rappasvärri är 421 meter över havet.
Terrängen runt Rappasvärri är platt söderut, men norrut är den kuperad.  Trakten runt Rappasvärri är nära nog obefolkad, med mindre än två invånare per kvadratkilometer. Det finns inga samhällen i närheten. 